# Valdecarros (métro de Madrid)
Valdecarros est une station terminus de la ligne 1 du métro de Madrid en Espagne. Elle est située sous l'intersection entre l'avenue de l'Ensanche de Vallecas et la Gran Vía del Sureste, dans le quartier madrilène de l'Ensanche de Vallecas, dans l'arrondissement de Villa de Vallecas.

## Situation sur le réseau

Plan du réseau.

Établie en souterrain, Valdecarros est une station terminus de la ligne 1. Elle est située avant la station Las Suertes, en direction du terminus Pinar de Chamartín',.
Les deux voies de la ligne sont encadrées par deux quais latéraux.

## Histoire
La station est mise en service le 16 mai 2007 lors de l'ouverture de la dernière section de la ligne 1 depuis Congosto vers le sud-est . Elle doit son nom à un quartier nouveau en projet, bien que située en dehors du périmètre de celui-ci.

## Services aux voyageurs

### Accès et accueil
L'accès à la station s'effectue par un édicule entièrement vitré de forme rectangulaire équipé d'escaliers, d'escaliers mécaniques et d'ascenseurs.

### Desserte

Installations et desserte
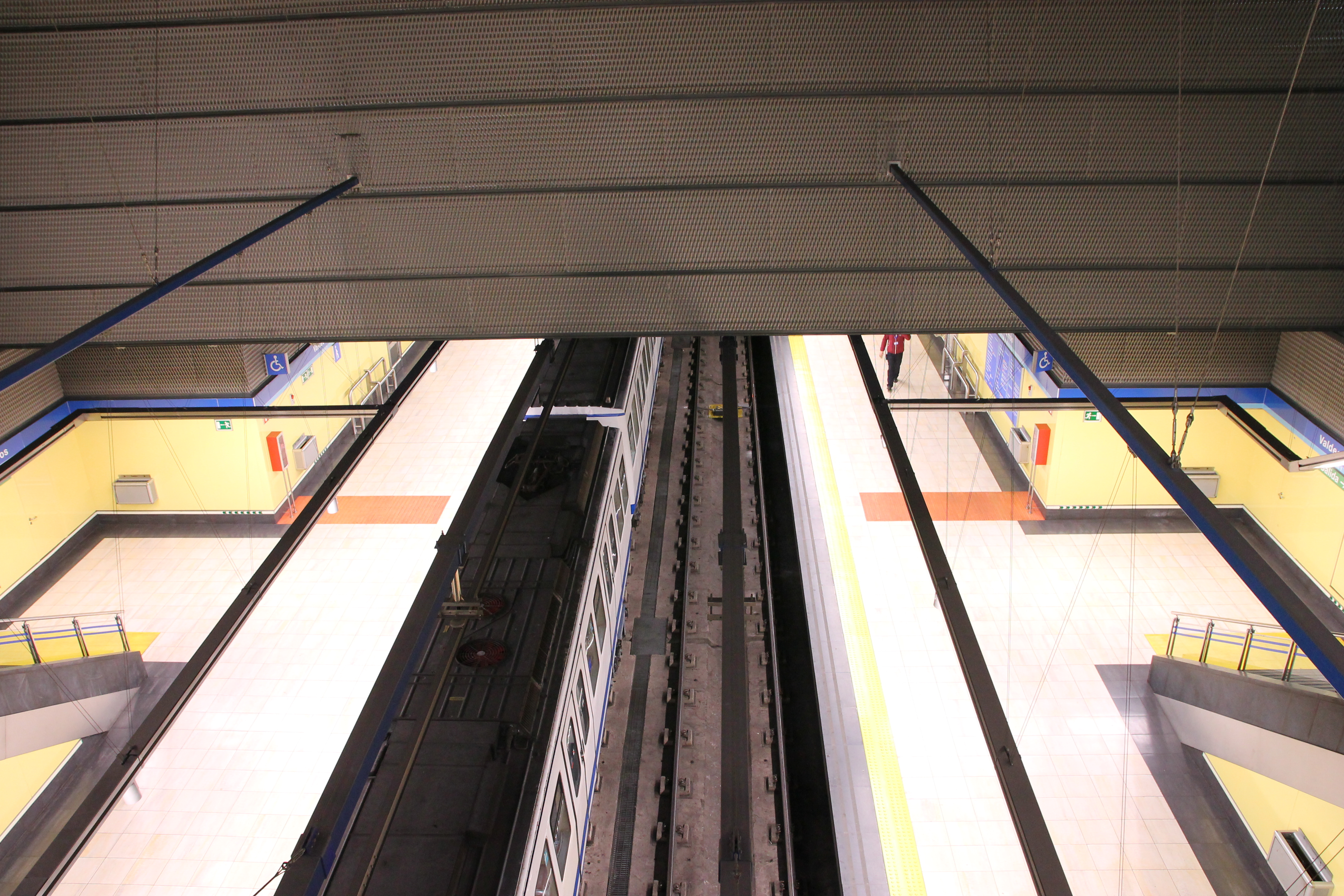
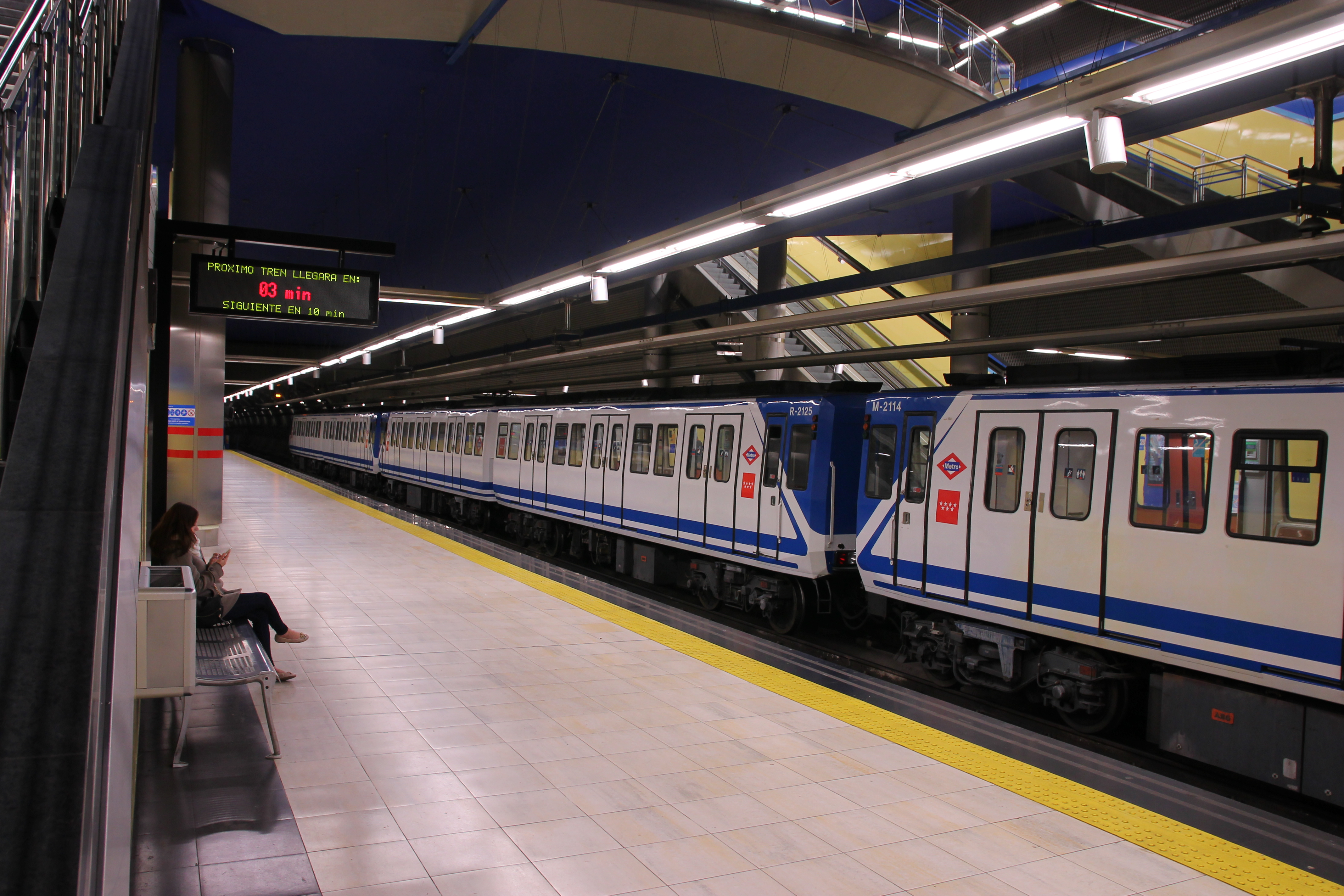
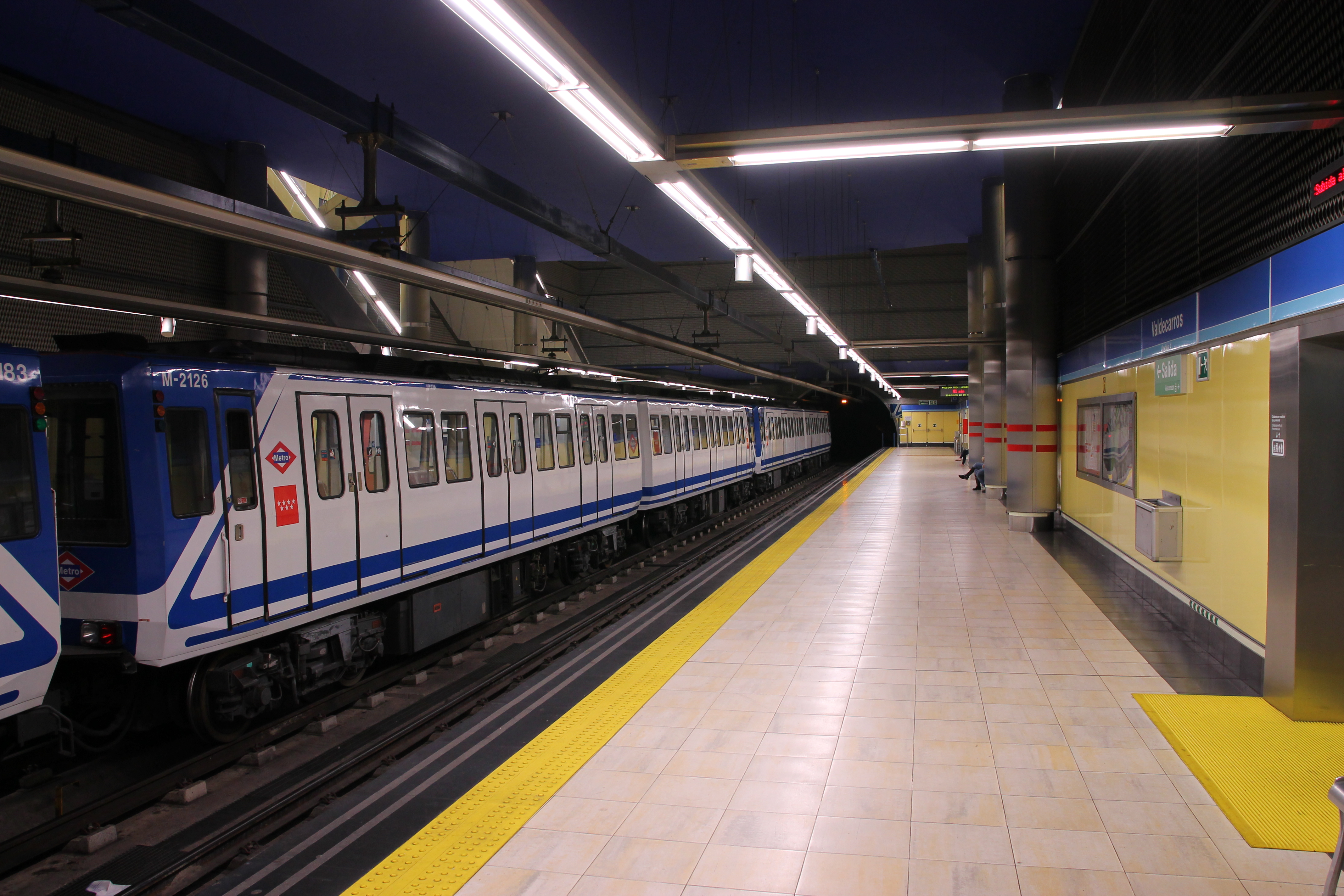

### Intermodalité
La station est en correspondance avec la ligne d'autobus no 142 du réseau EMT.